# Látlelet a Földről
A Látlelet a Földről (State of the Planet) a BBC dokumentumfilm-sorozata, melyet eredetileg 2000 novemberében vetítettek le az angol csatornán. A David Attenborough által jegyzett film már 2000-ben feltette a kérdést: krízishelyzet alakult ki környezetünkben? Ha igen, miért, hogyan? Milyen kihívásokkal kell szembenéznie az életnek a jövőben? A filmben neves kutatók is megszólalnak, például Edward Osborne Wilson. A változásokra radikális példákkal, például a Húsvét-sziget elsivatagosodásának bemutatásával hívja fel a figyelmet. A film egyebek közt a globális felmelegedési válságot tárgyalja. A State of the Planet-et sokszor az Attenborough-féle Élet sorozat tagjaként említik.

## Formátum
A teljes filmsorozat három részből áll, tagolása a televíziós sorozatoknál megszokott, 50 perces epizódokra bontott. DVD lemezen 2004. szeptember 27-én adták ki.
A film eredeti képformátuma 16:9-es szabványú, hangja sztereó, a magyarországi kiadás azonban 4:3-as szabványú képpel rendelkezik.

## Epizódok

### 1. Van-e krízishelyzet? (Is There a Crisis?)
Az első, bevezető rész hosszasan tárgyalja a földi élet sokszínűségének, biodiverzitásának jelentőségét.
Ma mintegy másfél millió fajt tartanak számon az élettudományok művelői, ez azonban csak töredéke a Földet benépesítő fajok összes számának, mely különböző becslések szerint 5 és 100 millió közé tehető. E diverzitás megőrzése egyrészt generációs felelősségünk, másrészt az elképzelhetetlen komplexitású összefüggések miatt felderíthetetlen, hogy egy, vagy néhány faj kipusztulása milyen hatást gyakorol egy komplett ökoszisztémára.
Tárgyalásra kerülnek a környezetváltozással kapcsolatos főbb alapfogalmak: lokális- és globális kipusztulás, a kipusztulás időbelisége, természetes kipusztulás, földtörténeti kipusztulási hullámok és időbeli lefolyásuk, stb. A film egy példán keresztül mutatja be, hogy egyetlen faj megbolygatása soha nem lokalizált, hanem fajok százaira, ezreire gyakorol közvetlen és radikális hatást.
A rész legfőbb konklúziója, hogy a biodiverzitás roncsolása az, amelyen leginkább tetten érhető az ember környezetre gyakorolt hatása, ugyanakkor a kérdés még nyitott marad, hogy mindez valóban Földünk pusztulását jelenti-e.

### 2. Mitől van krízishelyzet? (Why Is There a Crisis?)
A második rész fókuszában a biodiverzitásra káros emberi tevékenységek állnak. A film szerint ezek a következők:
1. Túlhasznosítás: a reprodukciós ciklusoknál sokkal rövidebb idő alatt használjuk fel a természetes "erőforrásokat", legyen az fa, szárazföldi, vagy vízi állat.
2. Idegen fajok betelepítése: az idegen fajok betelepítése általában előre nem látott, káros következményekkel jár. Ez sok esetben populációk, vagy komplett táplálékláncok kipusztulásához vezet.
3. A környező élővilág pusztítása a lakosok által: ahol az ember megjelenik, környezetét fokozatosan felemészti: az élővilágot ételként fogyasztja, a fákat és szervetlen anyagokat nyersanyagként használja életkörülményei javításához.
4. Szigetesítés: az ember terjedése "élővilág foltok" kialakulásához vezet. Két ilyen folt, akár csak egy vékony út választja el a kettőt, esetenként egész más környezet, mint az eredeti, "vágatlan" terület. E hatás számtalan, alkalmazkodni képtelen faj kipusztulásához vezet.
5. Szennyezés: a szennyezés, elsősorban az üvegházhatás, a klímaváltozás legfontosabb okozója. E klímaváltozás azonban sokkal gyorsabb, mint a korábbi kihalási hullámok idején, szinte biztosan gyorsabb, mint a fajok alkalmazkodási készsége.

A film konklúziójában leszögezi: mindezen változások nem eredményeznek egy máról holnapra bekövetkező apokalipszist. Azonban mindazok, akik nem csak házi macskát, patkányt és kutyát szeretnének látni a jövőben, érezzék a terhét az élővilág pusztulásának.

## Külső hivatkozások
- State of the Planet az Internet Movie Database oldalon (angolul)
- Látlelet a Földről a PORT.hu-n (magyarul)